# Esqui alpino nos Jogos Olímpicos de Inverno de 2018 - Slalom feminino
A competição de slalom feminino nos Jogos Olímpicos de Inverno de 2018 foi disputada em 16 de fevereiro no Centro Alpino Yongpyong em Bukpyeong-myeon, Jeongseon.

## Medalhistas
| Ouro   | SWE Frida Hansdotter    |
| Prata  | SUI Wendy Holdener      |
| Bronze | AUT Katharina Gallhuber |

## Qualificação
Um total de até 320 esquiadores alpinos estão qualificados entre todos os onze eventos. Os atletas se qualificaram para este evento ao cumprir o padrão de qualificação A, o que significou ter 140 ou menos pontos FIS e estar classificado entre os 500 melhores na lista olímpica FIS ou que atendam ao padrão B, o que significava 140 ou menos pontos FIS. Os países que não atendem ao padrão A foram autorizados a inserir um máximo de um atleta padrão B por gênero. A lista de pontos leva em média os melhores resultados de atletas por disciplina durante o período de qualificação (1 de julho de 2016 a 21 de janeiro de 2018). Os países receberam cotas adicionais ao terem os atletas classificados nos 30 melhores da Copa do Mundo FIS de Esqui Alpino 2017-18 (máximo de dois por gênero, em geral em todos os eventos). Após a distribuição das quotas-padrão B (para as nações que competem apenas nos eventos de slalom e slalom gigante), as cotas remanescentes foram distribuídas usando a lista olímpica FIS, com cada atleta contando apenas uma vez para fins de qualificação. Um país participar com até quatro atletas para o evento.

## Resultados
| Pos. | Bib | Atleta                         | Descida 1 | Pos. | Descida 2 | Pos. | Total   | Diferença |
| ---- | --- | ------------------------------ | --------- | ---- | --------- | ---- | ------- | --------- |
| 01 ! | 7   | SWE Frida Hansdotter           | 49.09     | 2    | 49.54     | 2    | 1:38.63 | –         |
| 02 ! | 1   | SUI Wendy Holdener             | 48.89     | 1    | 49.79     | 5    | 1:38.68 | +0.05     |
| 03 ! | 15  | AUT Katharina Gallhuber        | 50.12     | 9    | 48.83     | 1    | 1:38.95 | +0.32     |
| 4    | 4   | USA Mikaela Shiffrin           | 49.37     | 4    | 49.66     | 3    | 1:39.03 | +0.40     |
| 5    | 5   | SWE Anna Swenn-Larsson         | 49.29     | 3    | 50.32     | 10   | 1:39.61 | +0.98     |
| 6    | 2   | NOR Nina Haver-Løseth          | 49.75     | 5    | 50.41     | 11   | 1:40.16 | +1.53     |
| 7    | 6   | AUT Bernadette Schild          | 49.89     | 8    | 50.29     | 9    | 1:40.18 | +1.55     |
| 8    | 18  | AUT Katharina Liensberger      | 50.43     | 10   | 50.14     | 8    | 1:40.57 | +1.94     |
| 9    | 9   | ITA Chiara Costazza            | 49.83     | 7    | 50.77     | 17   | 1:40.60 | +1.97     |
| 10   | 14  | ITA Irene Curtoni              | 51.15     | 14   | 49.89     | 7    | 1:41.04 | +2.41     |
| 11   | 17  | CAN Erin Mielzynski            | 51.83     | 22   | 49.66     | 3    | 1:41.49 | +2.86     |
| 12   | 19  | SWE Emelie Wikström            | 49.76     | 6    | 51.81     | 28   | 1:41.57 | +2.94     |
| 13   | 3   | SVK Petra Vlhová               | 51.12     | 12   | 50.46     | 14   | 1:41.58 | +2.95     |
| 14   | 10  | SUI Denise Feierabend          | 51.93     | 24   | 49.80     | 6    | 1:41.73 | +3.10     |
| 15   | 29  | CAN Laurence St. Germain       | 50.94     | 11   | 50.86     | 20   | 1:41.80 | +3.17     |
| 16   | 11  | SUI Michelle Gisin             | 51.43     | 18   | 50.42     | 12   | 1:41.85 | +3.22     |
| 17   | 8   | SVK Veronika Velez-Zuzulová    | 51.46     | 21   | 50.61     | 16   | 1:42.07 | +3.44     |
| 18   | 24  | SLO Maruša Ferk                | 51.29     | 15   | 50.79     | 18   | 1:42.08 | +3.45     |
| 19   | 16  | GER Marina Wallner             | 51.12     | 12   | 50.98     | 22   | 1:42.10 | +3.47     |
| 20   | 26  | FRA Nastasia Noens             | 51.84     | 23   | 50.44     | 13   | 1:42.28 | +3.65     |
| 21   | 37  | SLO Meta Hrovat                | 51.93     | 24   | 50.57     | 15   | 1:42.50 | +3.87     |
| 22   | 20  | NOR Maren Skjøld               | 51.44     | 19   | 51.18     | 23   | 1:42.62 | +3.99     |
| 23   | 28  | ITA Manuela Mölgg              | 51.40     | 17   | 51.35     | 25   | 1:42.75 | +4.12     |
| 24   | 21  | SLO Ana Bucik                  | 52.09     | 26   | 50.82     | 19   | 1:42.91 | +4.28     |
| 25   | 41  | NOR Kristin Lysdahl            | 52.12     | 28   | 50.90     | 21   | 1:43.02 | +4.39     |
| 26   | 31  | SRB Nevena Ignjatović          | 52.10     | 27   | 51.38     | 26   | 1:43.48 | +4.85     |
| 27   | 30  | CAN Roni Remme                 | 52.43     | 29   | 51.18     | 23   | 1:43.61 | +4.98     |
| 28   | 40  | BLR Maria Shkanova             | 52.50     | 30   | 51.71     | 27   | 1:44.21 | +5.58     |
| 29   | 34  | CZE Martina Dubovská           | 52.90     | 32   | 51.87     | 29   | 1:44.77 | +6.14     |
| 30   | 36  | AND Mireia Gutiérrez           | 53.22     | 34   | 52.84     | 31   | 1:46.06 | +7.43     |
| 31   | 39  | CRO Andrea Komšić              | 53.41     | 36   | 52.85     | 32   | 1:46.26 | +7.63     |
| 32   | 32  | OAR Ekaterina Tkachenko        | 53.22     | 34   | 53.33     | 33   | 1:46.55 | +7.92     |
| 33   | 42  | GBR Charlie Guest              | 55.44     | 42   | 52.82     | 30   | 1:48.26 | +9.63     |
| 34   | 51  | SVK Barbara Kantorová          | 54.62     | 40   | 53.81     | 34   | 1:48.43 | +9.80     |
| 35   | 57  | BUL Maria Kirkova              | 54.87     | 41   | 54.14     | 35   | 1:49.01 | +10.38    |
| 36   | 43  | USA Megan McJames              | 54.22     | 38   | 55.06     | 39   | 1:49.28 | +10.65    |
| 37   | 44  | LAT Lelde Gasūna               | 54.50     | 39   | 54.81     | 37   | 1:49.31 | +10.68    |
| 38   | 50  | BEL Marjolein Decroix          | 55.91     | 45   | 54.80     | 36   | 1:50.71 | +12.08    |
| 39   | 56  | GEO Nino Tsiklauri             | 55.88     | 43   | 55.74     | 40   | 1:51.62 | +12.99    |
| 40   | 47  | BEL Kim Vanreusel              | 55.90     | 44   | 55.96     | 41   | 1:51.86 | +13.23    |
| 41   | 48  | ISL Freydís-Halla Einarsdóttir | 56.49     | 46   | 56.66     | 42   | 1:53.15 | +14.52    |
| 42   | 55  | USA Alice Merryweather         | 58.68     | 49   | 54.89     | 38   | 1:53.57 | +14.94    |
| 43   | 63  | LTU Ieva Januškevičiūtė        | 57.30     | 47   | 57.25     | 43   | 1:54.55 | +15.92    |
| 44   | 62  | GRE Sophia Ralli               | 57.95     | 48   | 57.49     | 44   | 1:55.44 | +16.81    |
| 45   | 68  | UKR Olha Knysh                 | 59.07     | 50   | 58.93     | 46   | 1:58.00 | +19.37    |
| 46   | 61  | IRL Tess Arbez                 | 59.47     | 51   | 59.00     | 47   | 1:58.47 | +19.84    |
| 47   | 60  | MAD Mialitiana Clerc           | 1:01.24   | 53   | 59.03     | 48   | 2:00.27 | +21.64    |
| 48   | 77  | EST Anna Lotta Jõgeva          | 1:00.90   | 52   | 59.61     | 49   | 2:00.51 | +21.88    |
| 49   | 73  | IRI Forough Abbasi             | 1:02.56   | 55   | 1:01.50   | 50   | 2:04.06 | +25.43    |
| 50   | 67  | MLT Élise Pellegrin            | 1:05.18   | 56   | 58.90     | 45   | 2:04.08 | +25.45    |
| 51   | 71  | KAZ Mariya Grigorova           | 1:02.49   | 54   | 1:01.88   | 51   | 2:04.37 | +25.74    |
| 52   | 75  | LIB Natacha Mohbat             | 1:06.73   | 57   | 1:05.31   | 53   | 2:12.04 | +33.41    |
| 53   | 74  | HUN Mariann Mimi Maróty        | 1:09.95   | 58   | 1:02.83   | 52   | 2:12.78 | +34.15    |
| 54   | 78  | PRK Kim Ryon-hyang             | 1:18.17   | 59   | 1:19.81   | 54   | 2:37.98 | +59.35    |
| —    | 22  | SWE Estelle Alphand            | 51.34     | 16   | DNF       | —    | —       | —         |
| —    | 12  | GER Christina Geiger           | 51.44     | 19   | DNF       | —    | —       | —         |
| —    | 27  | FRA Adeline Baud Mugnier       | 52.65     | 31   | DNF       | —    | —       | —         |
| —    | 38  | CZE Gabriela Capová            | 52.96     | 33   | DNF       | —    | —       | —         |
| —    | 45  | CRO Ida Štimac                 | 54.14     | 37   | DNF       | —    | —       | —         |
| —    | 13  | GER Lena Dürr                  | DNF       | —    | —         | —    | —       | —         |
| —    | 23  | USA Resi Stiegler              | DNF       | —    | —         | —    | —       | —         |
| —    | 25  | AUT Stephanie Brunner          | DNF       | —    | —         | —    | —       | —         |
| —    | 33  | JPN Asa Ando                   | DNF       | —    | —         | —    | —       | —         |
| —    | 35  | GBR Alex Tilley                | DNF       | —    | —         | —    | —       | —         |
| —    | 46  | KOR Kang Young-seo             | DNF       | —    | —         | —    | —       | —         |
| —    | 49  | KOR Gim So-hui                 | DNF       | —    | —         | —    | —       | —         |
| —    | 52  | SVK Soňa Moravčíková           | DNF       | —    | —         | —    | —       | —         |
| —    | 53  | ARG Nicol Gastaldi             | DNF       | —    | —         | —    | —       | —         |
| —    | 54  | ITA Marta Bassino              | DNF       | —    | —         | —    | —       | —         |
| —    | 58  | BIH Elvedina Muzaferija        | DNF       | —    | —         | —    | —       | —         |
| —    | 59  | NZL Alice Robinson             | DNF       | —    | —         | —    | —       | —         |
| —    | 64  | CHN Kong Fanying               | DNF       | —    | —         | —    | —       | —         |
| —    | 65  | HKG Arabella Ng                | DNF       | —    | —         | —    | —       | —         |
| —    | 66  | HUN Szonja Hozmann             | DNF       | —    | —         | —    | —       | —         |
| —    | 69  | ALB Suela Mëhilli              | DNF       | —    | —         | —    | —       | —         |
| —    | 70  | MNE Jelena Vujičić             | DNF       | —    | —         | —    | —       | —         |
| —    | 72  | TUR Özlem Çarıkçıoğlu          | DNF       | —    | —         | —    | —       | —         |
| —    | 76  | THA Alexia Arisarah Schenkel   | DNF       | —    | —         | —    | —       | —         |

Legenda
| Recorde mundial      | Recorde mundial (World record)               |                       | Recorde africano                      | Recorde africano (African) |                                           | Q | Classificado por posição (Qualified) |
| Recorde olímpico     | Recorde olímpico (Olympic record)            | Recorde da América    | Recorde da América (Americas)         | q                          | Classificado por melhor tempo (Qualified) |   |                                      |
| Melhor marca do ano  | Melhor marca do ano (World leading)          | Recorde asiático      | Recorde asiático (Asian)              | DNS                        | Não largou (Did not start)                |   |                                      |
| Recorde nacional     | Recorde nacional (National record)           | Recorde europeu       | Recorde europeu (European)            | DNF                        | Não terminou (Did not finish)             |   |                                      |
| Recorde pessoal      | Recorde pessoal do atleta (Personal best)    | Recorde da Oceania    | Recorde da Oceania (Oceania)          | DSQ / DQ                   | Desclassificado (Disqualified)            |   |                                      |
| Recorde da temporada | Recorde da temporada do atleta (Season best) | Recorde sul-americano | Recorde sul-americano (South America) | NM                         | Sem marca (No mark)                       |   |                                      |